# Hualapai Mountains
Les Hualapai són una serralada al comtat de Mohave, a l'est de Kingman (Arizona). Alçant-se fins als 8.417 peus al seu cim més alt, les elevacions més altes de les muntanyes Hualapai donen suport als hàbitats de l'Arxipèlag Madrense, i acullen una gran quantitat de flora i fauna úniques en una àmplia varietat de microclimes, molt per sobre del desert de Mojave circumdant.

## Toponímia
El lloc es pronuncia /ualapai/ Pronunciat: "wah-lah-pie" El mot "hualapai" en llengua hualapai significa "gent dels pins alts".
El mot apareix escrit Walapai o Walpay En castellà apareix com Hualapai. L'ortografia més usada és Hualapai, encara que totes són acceptables En l'idioma mojave s'anomenen Amat 'Avii Kahuwaaly.

Panorama de les muntanyes Hualapai fotografiat des de Kingman el desembre de 2009.

## Geografia

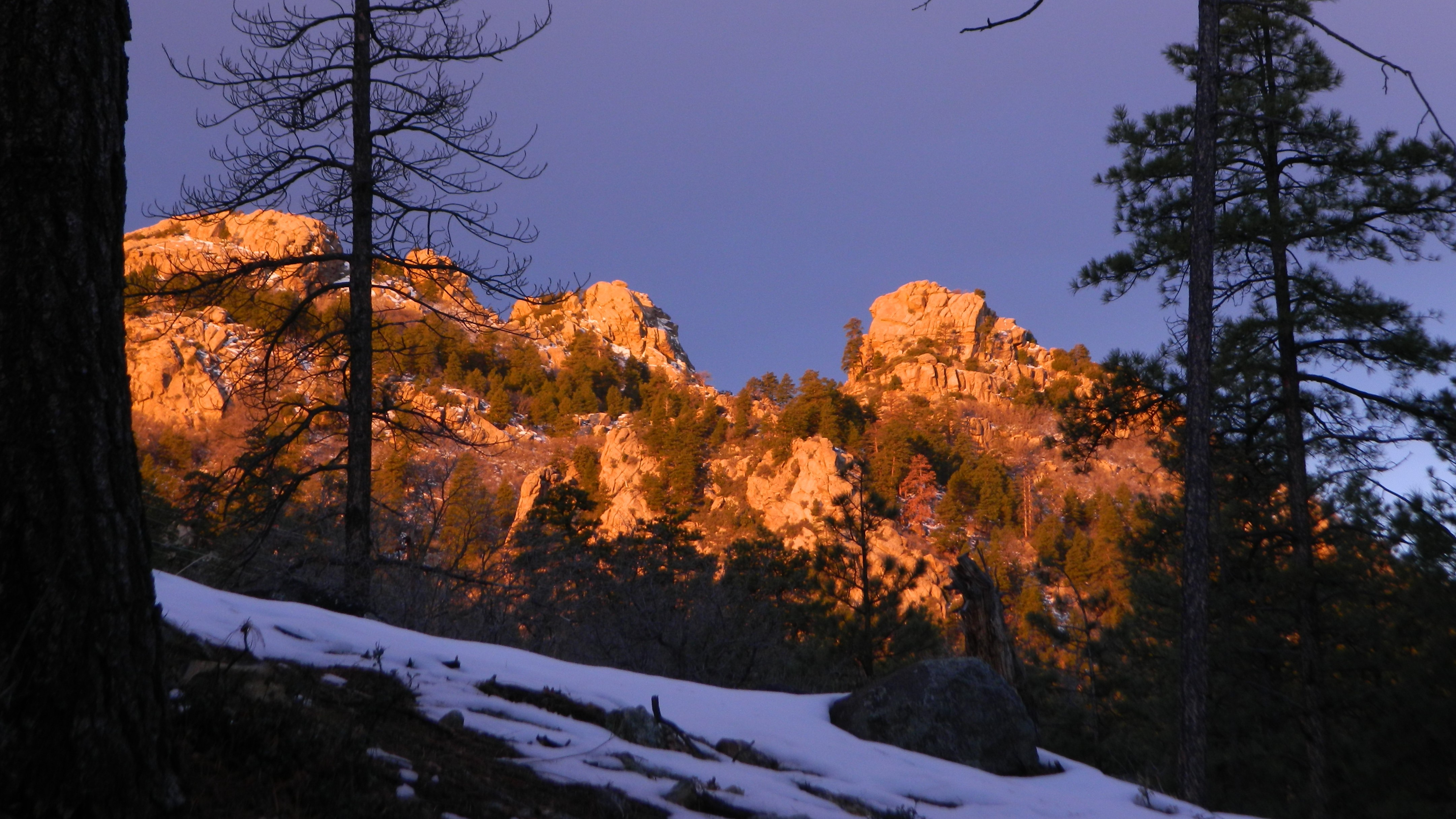
Aspen Peak vist des de Pine Lake

La serralada Hualapai es troba a la part central de la província de Basin and Range del sud-oest dels Estats Units, i al llarg de l'extensió més occidental de la Zona de Transició d'Arizona (o "Terres altes centrals" d'Arizona).
Entre els cims més notables de la serralada Hualapai hi ha:
Hualapai Peak(8417 peus / 2566 metres) és el cim més elevat de la serralada, així com el punt més alt del comtat de Mohave.
Hayden Peak(8.390 peus / 2.557 metres) és el segon cim més alt de la serralada i és el lloc d'una torre de comunicacions, que està tancada i no és accessible al públic.
Aspen Peak(8.167 peus / 2.489 metres) es troba entre els cims més visitats dels 8.000 peus de la serralada i es troba dins del Hualapai Mountain County Park. A prop del seu cim creixen petits peus de Populus tremuloides, donant a la part superior de la muntanya una exhibició de tardor enmig d'un mar de fulles perennes altes.
Dean Peak(8.013 peus / 2.442 metres) és el cim més al nord dels cims notables d'aquesta serralada. Rep el nom de la Dean Mine i el seu descobridor William Dean qui hi descobrí un ric jaciment de mineral de sulfur d'or i plata.
Wabayuma Peak(7.601 peus / 2.317 metres) és a la part sud de la serralada i al límit de l'àrea de Wabayuma Peak Wilderness, que consta de 40.000 acres gestionades per l'oficina de Kingman delBureau of Land Management Terra Field Office.

### Afluents de la conca
La serralada Hualapai s'estén tant a la conques superior i inferior del riu Colorado.
- Els flancs nord-oest de la serralada desemboquen a Hualapai Valley (Hualapai Wash), al nord fins al llac Mead
- Els flancs sud-oest desemboquen a Sacramento Valley (Sacramento Wash), fluint cap al sud fins a la confluència amb el Colorado a Topock, Arizona
- Els flancs orientals de la muntanya desemboquen a la vall del riu Big Sandy, que fa un llarg viatge cap al sud fins a Alamo Lake abans de viatjar a l'oest pel riu Bill Williams i cap a la part sud del llac Havasu prop de la presa Parker

## Ecologia

### Flora

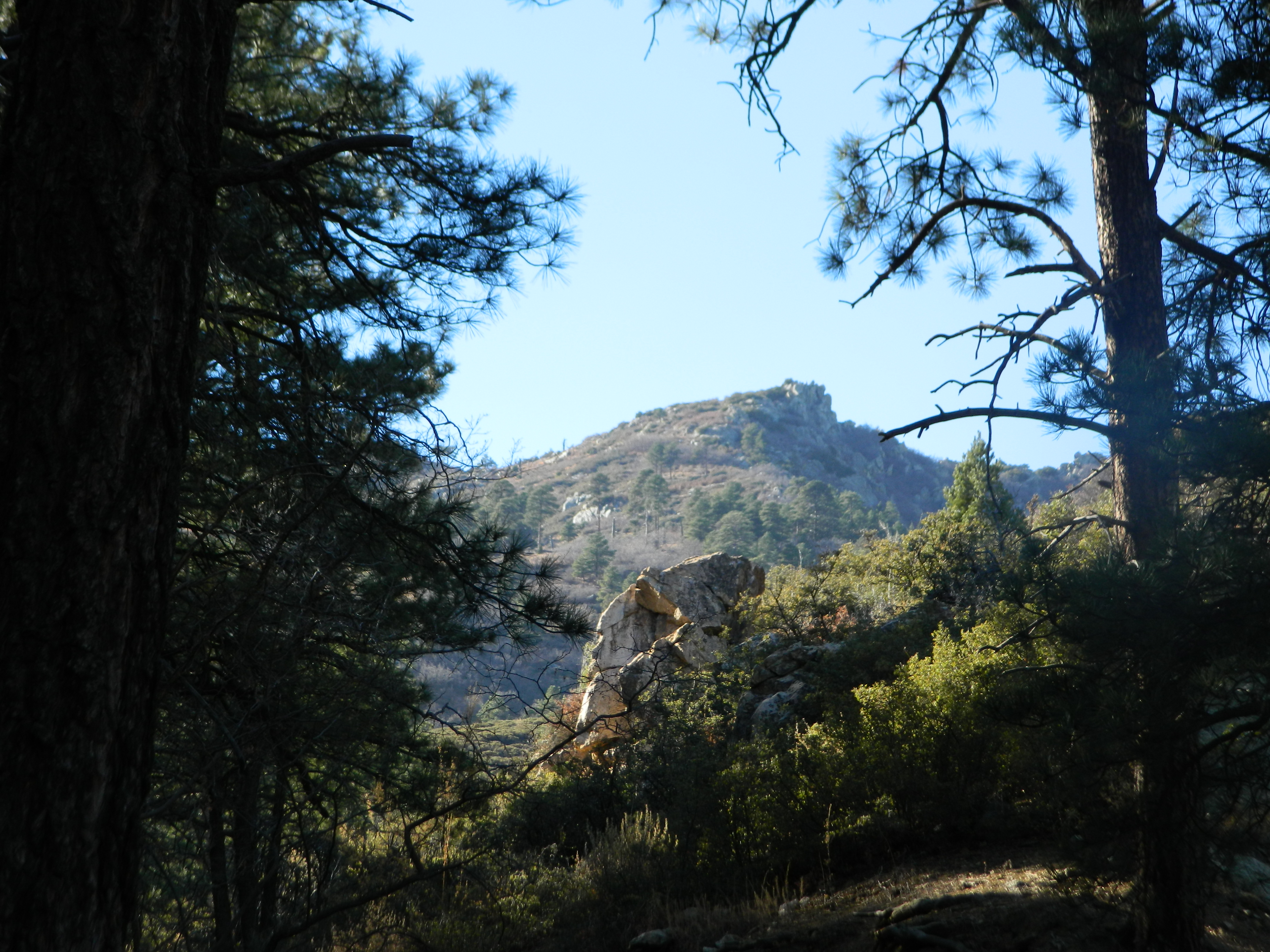
Diverses comunitats vegetals a les muntanyes Hualapai

A les muntanyes Hualapai contenen hi ha una gran diversitat de comunitats vegetals lligades altitudinalment, la direcció del pendent i les condicions del microclima d'una àrea determinada.
Aquestes llistes no són un arxiu exhaustiu d'espècies vegetals d'aquestes comunitats vegetals, però demostren les varietats vegetals dominants que són característiques del paisatge.

#### Desert/matollars xèrics
−282 peus (−86 m) 3,500 peus (1,100 m)

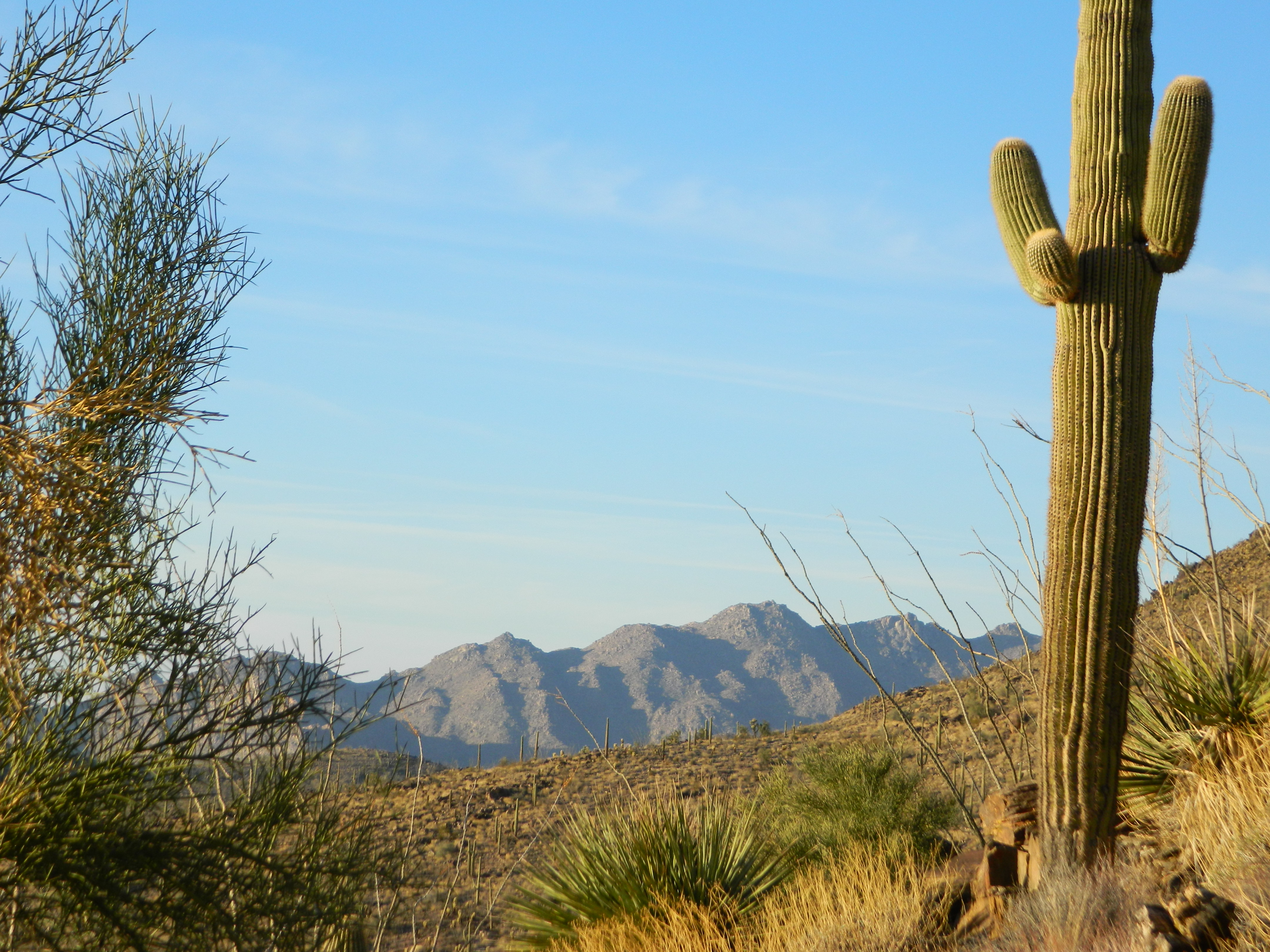
Comunitats vegetals xèriques a les muntanyes Hualapai

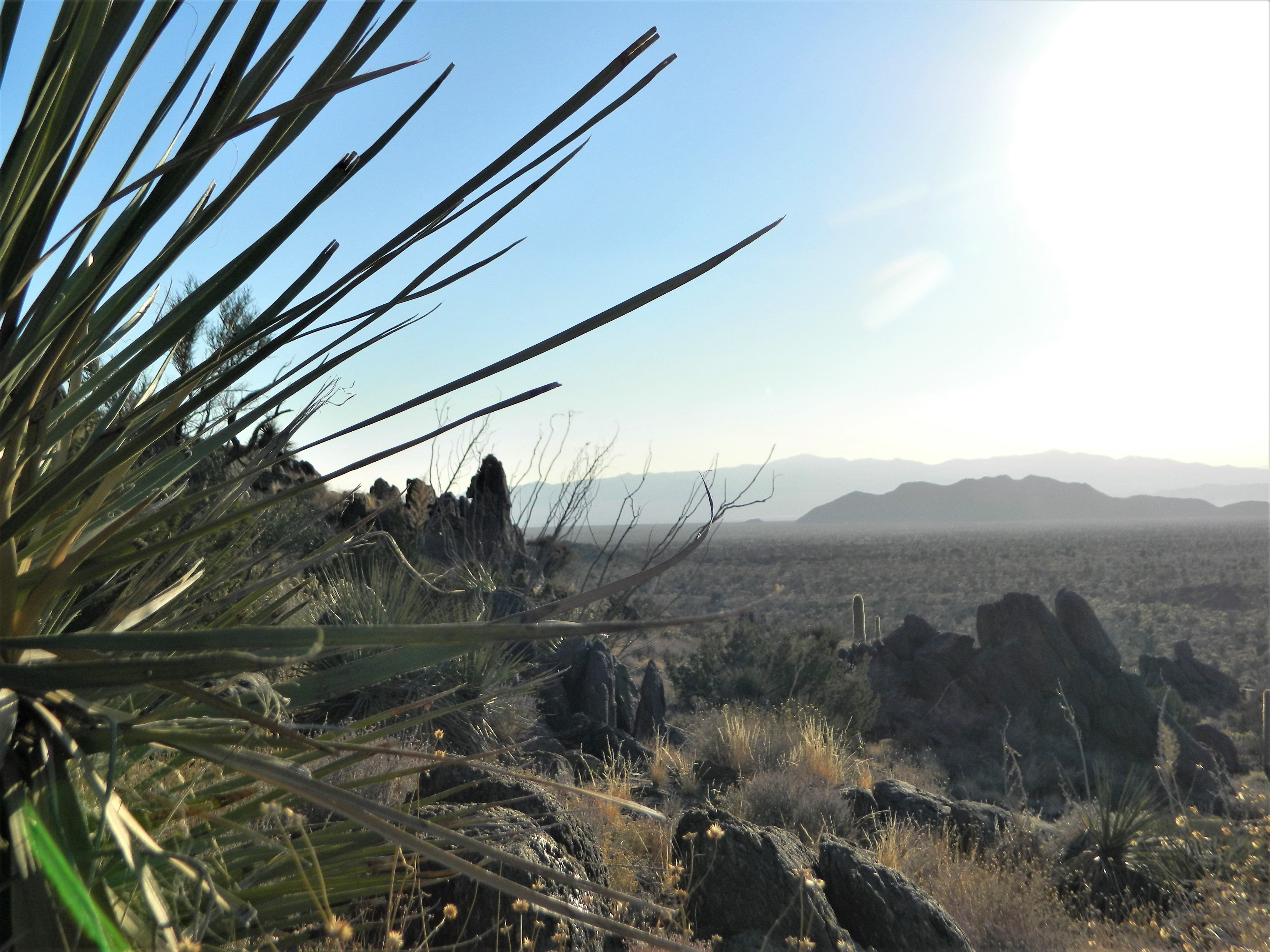
Comunitats de plantes del desert als contraforts de la muntanya Hualapai

Dominant el paisatge que envolta l'Arxipèlag Madrense de la muntanya Hualapai, i a la part més baixa dels seus contraforts, hi ha el Desert de Mojave, que oscil·la des d'altituds de fins a 3,500 peus (1,100 m) i fins a 282 peus (86 m) sota el nivell del mar, a la Conca Badwater al Parc Nacional de la Vall de la Mort, Califòrnia. (a uns 175 milles (282 km) en línia recta). Aquesta llista inclou espècies vegetals autòctones i predominants a tot l'entorn dels contraforts de la muntanya Hualapai:
- Larrea tridentata
- Parkinsonia florida
- mesquite Prosopis
- Opuntia basilaris
- cactus saguaro
- Cylindropuntia
- diverses espècies de iuca
- atzavares
- Vachellia constricta
- Ambrosia deltoidea
- Canotia holacantha
- Diverses herbes perennes

#### Praderies
4,000 peus (1,200 m) – 5,000 peus (1,500 m)
Les comunitats d'herbassars més destacades de la zona es troben al costat est de la serralada, a través de la vall del riu Big Sandy fins al peu de les muntanyes Hualapai. Entre les espècies dominants d'herbes perennes hi ha:
- Grama blava
- Hilaria mutica
- Muhlenbergia
- Aristida

#### Matollar interior de chaparral
3,000 peus (910 m) – 5,000 peus (1,500 m)

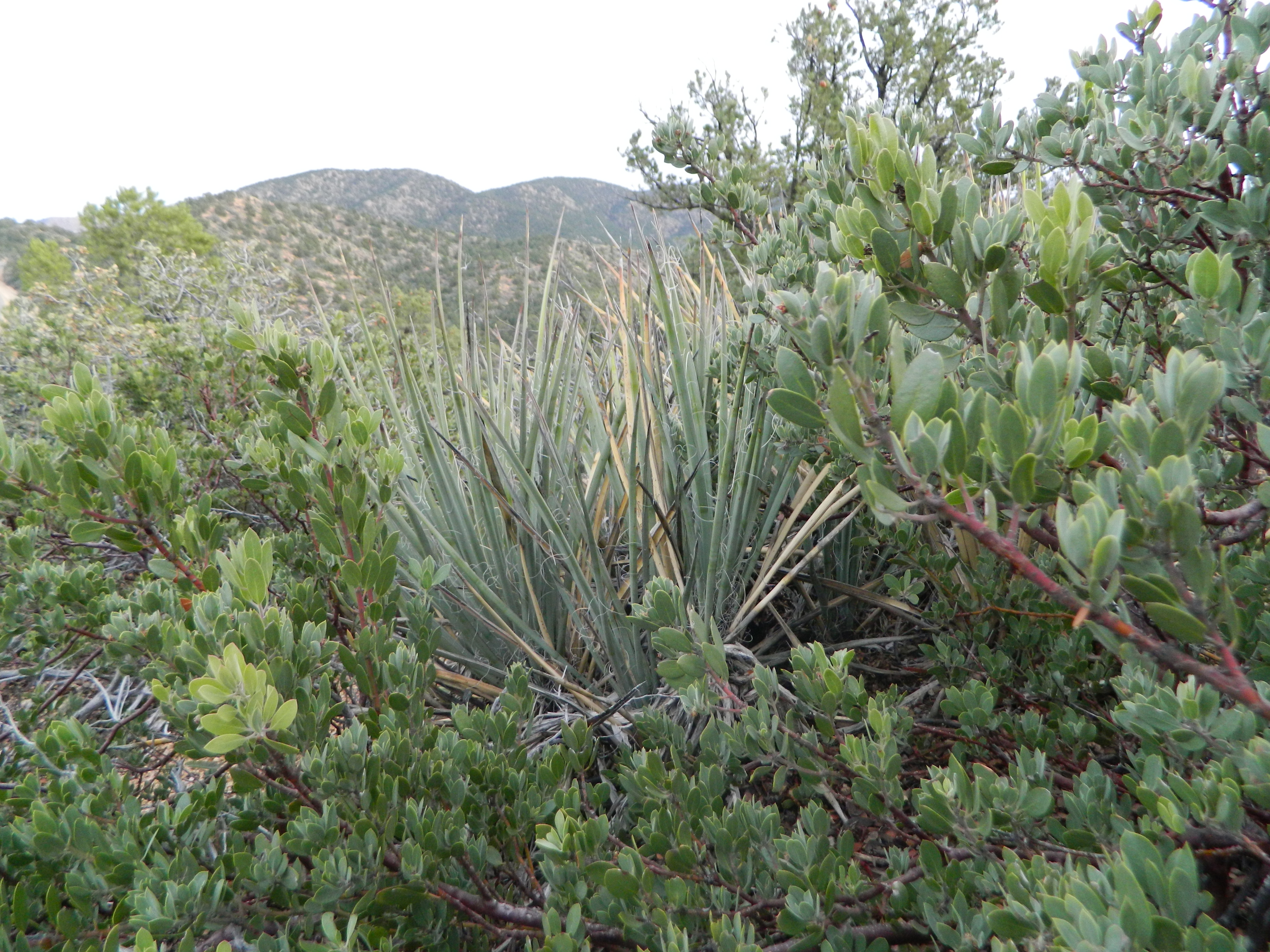
Matollar mixt, iuca i cactus als contraforts de la muntanya Hualapai

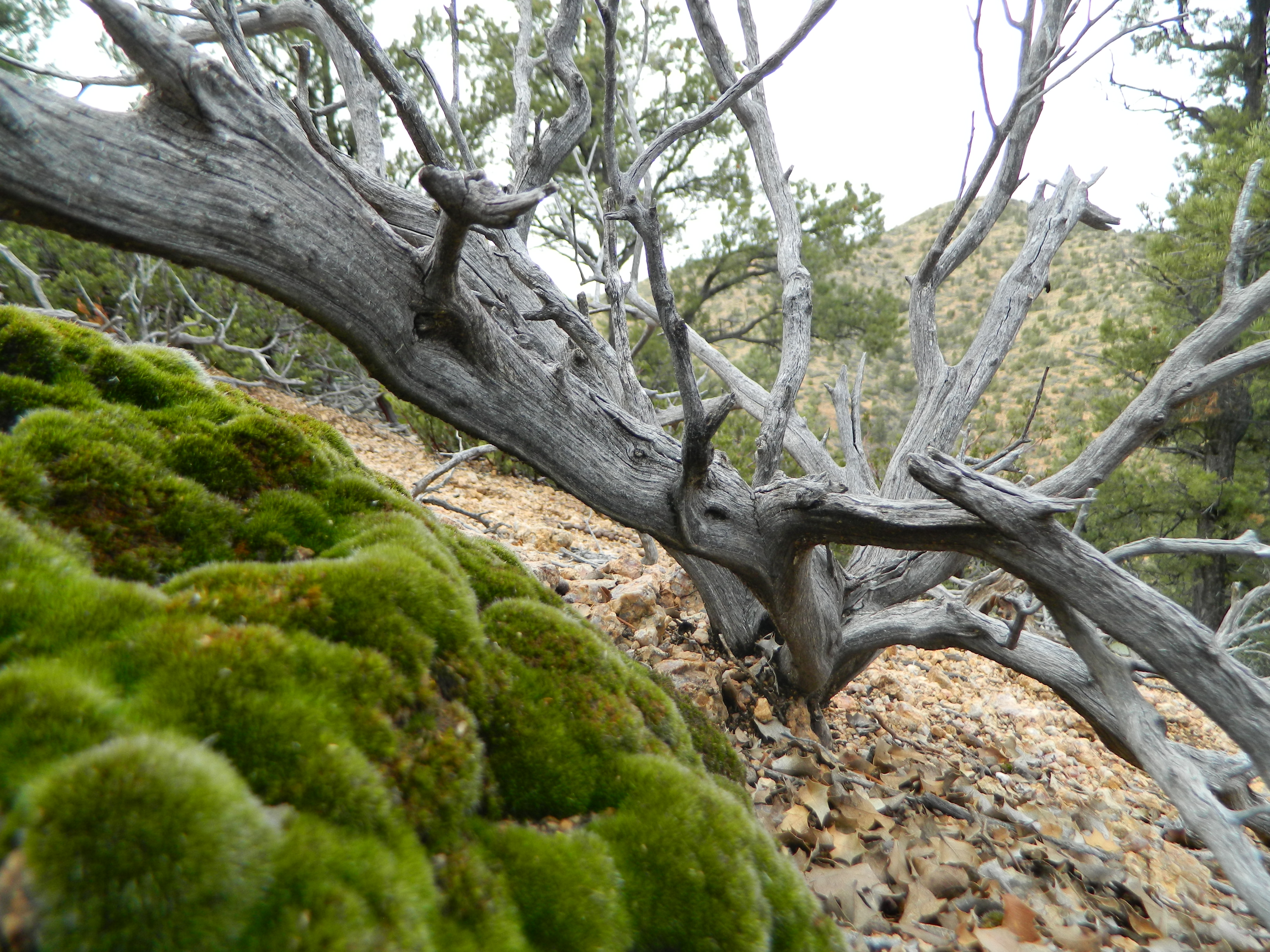
Dels matolls moribunds emergeixen ecosistemes delicats

Un paisatge dominat per arbusts curts i llenyosos, especialment als vessants muntanyosos orientats al sud, i zones que s'estan recuperant dels incendis forestals. Aquesta comunitat vegetal constitueix l'amortidor entre el dur desert de sota i els fràgils ambients forestals de dalt. Pot incloure les següents varietats/espècies de plantes:
- Quercus turbinella
- Ericàcies
- Garrya
- Fallugia paradoxa
- Juniperus escàs i entremesclat
- Purshia mexicana
- La cobertura herbàcia i d'altres plantes poden variar, però generalment són menys prominents en aquesta comunitat vegetal.

#### Boscos de piñon-Juniper
4,500 peus (1,400 m) – 7,500 peus (2,300 m)

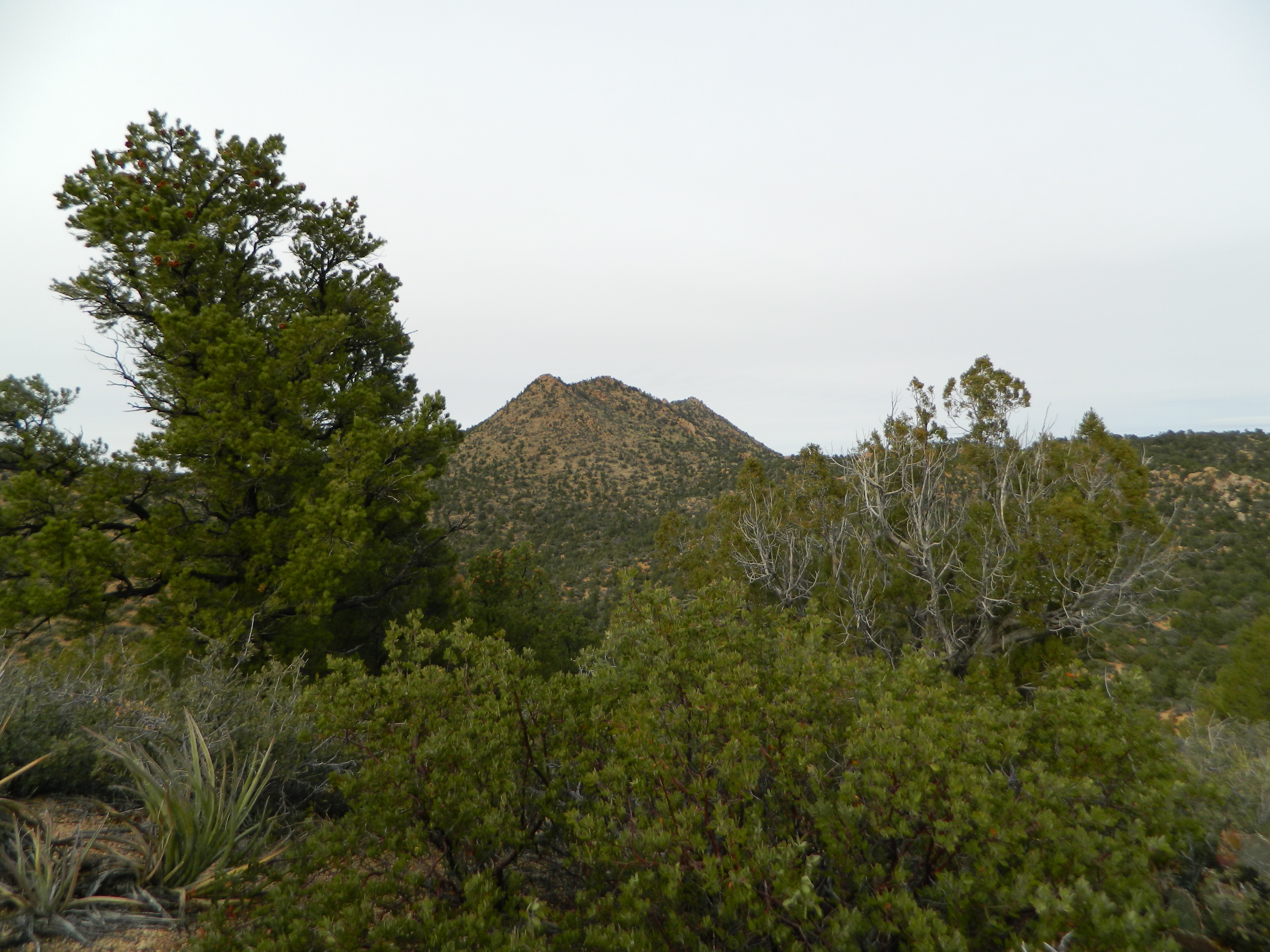
(esquerra) Pinyon Pine, (dreta) Juniper, (a baix a l'esquerra) Yucca, (a baix al mig) Manzanita

Els boscos de piñon (P. subsect. Cembroides) i ginebres són "plantes nodrisses" de facilitació ecològica entre els matolls de chaparral i els ambients boscosos a cotes més altes. Els peus de Juniperus tendeixen a ser més predominant a cotes més baixes, mentre que el pi piñon (<i>P.</i> subsect. <i>Cembroides</i>) creix amb més força a cotes lleugerament més altes.
Altres varietats de flora d'aquesta comunitat vegetal poden ser:
- Krascheninnikovia
- Purshia
- Garrya
- Solidago velutina
- Gutierrezia
- Senecio flaccidus
- Herbes perennes barrejada en quantitats limitades. A mida que les rodalies de coníferes desenvolupen el seu dosser, l'herba i altres plantes herbàcies baixes es van sufocant gradualment.

#### Bosc de coníferes de muntanya
Més de 5.000 peus

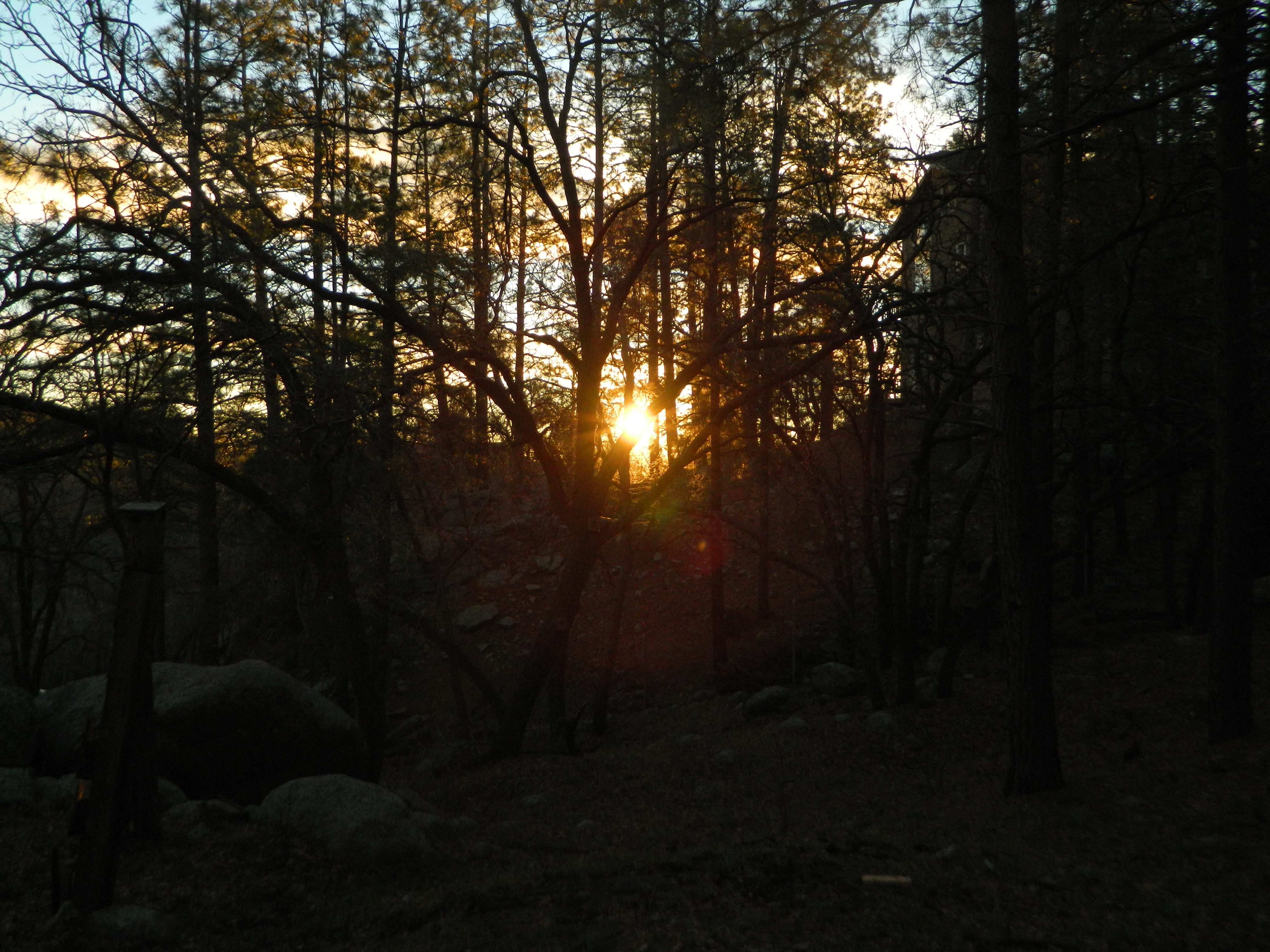
Hi ha microclimes exuberants als trams superiors de les muntanyes Hualapai

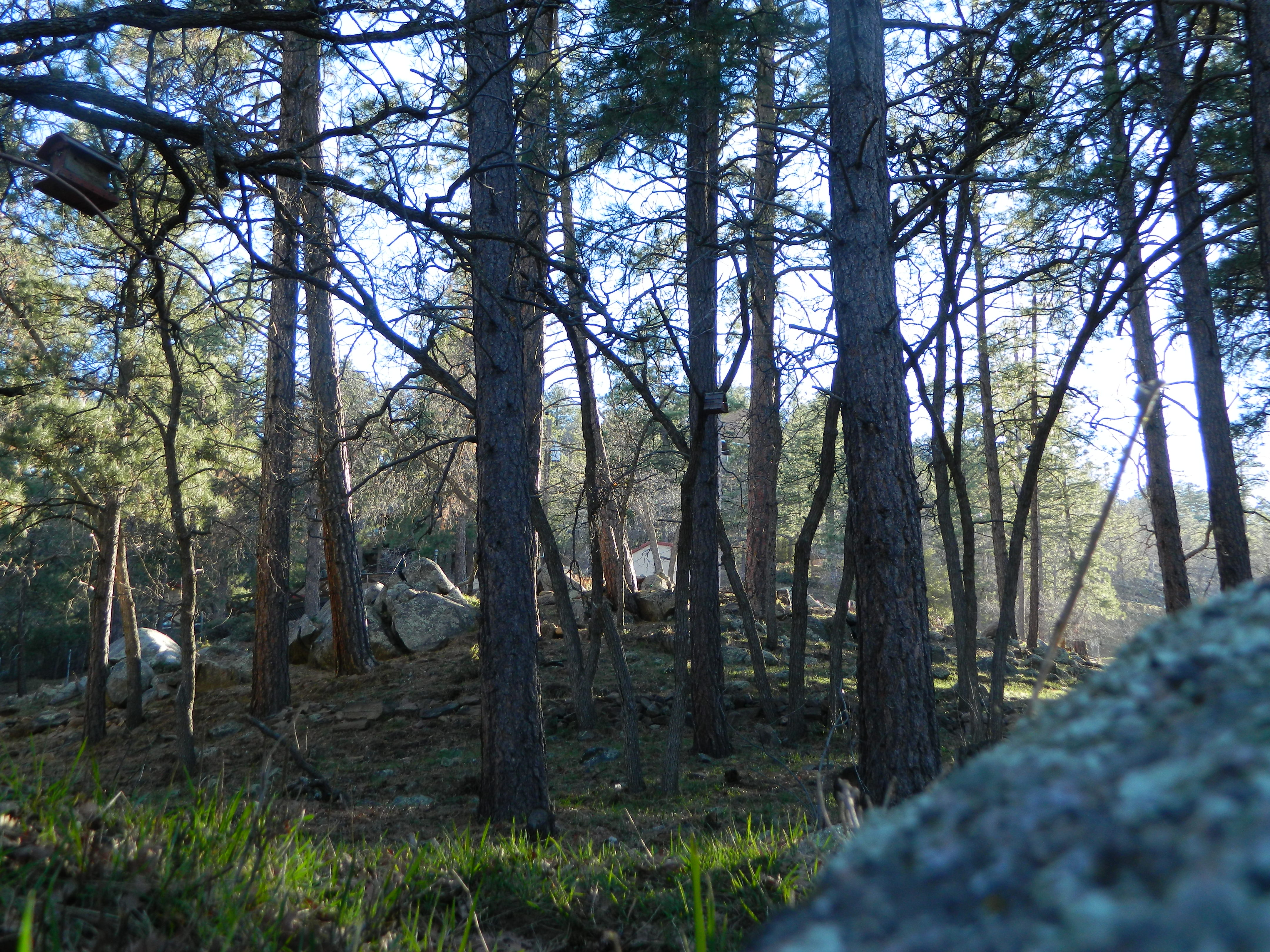
Un món únic sobre el desert de Mohave

Els pins alts i els gruixuts troncs d'arbres de fulla ampla constitueixen els boscos de coníferes de muntanya a les elevacions superiors de les muntanyes Hualapai. Entre les espècies arbòries hi ha:
- pi ponderosa
- Quercus gambelii
- Juglans major
- Populus tremuloides
- avet de Douglas
- Avet del Colorado

Entre les herbes hi ha:
- Grama blava
- Pascopyrum
- Festuca ovina
- Festuca arizonica
- Muhlenbergia
- Koeleria
- Poa fendleriana
- Ciperàcies

### Fauna salvatge

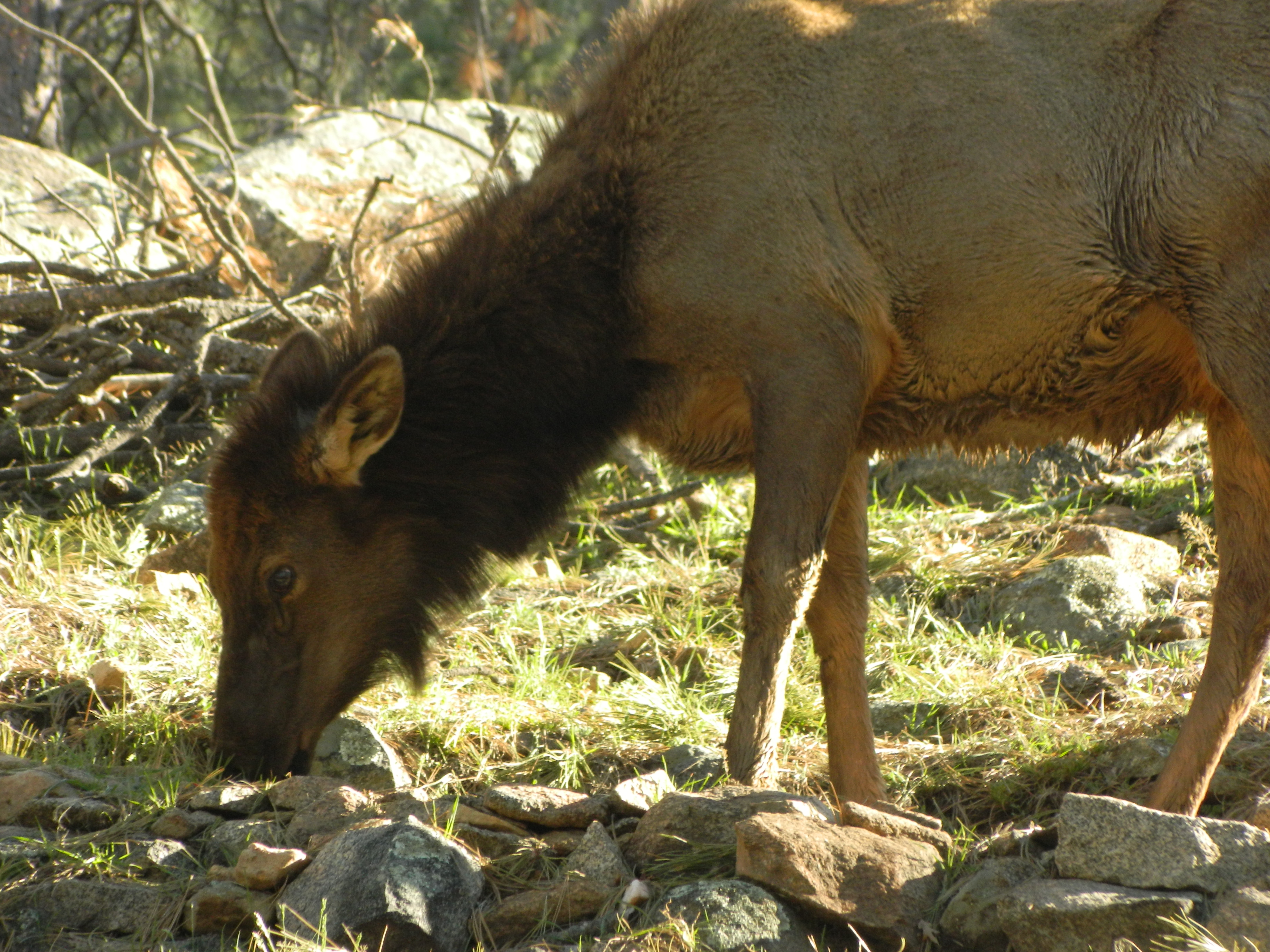
Wapiti a les muntanyes Hualapai
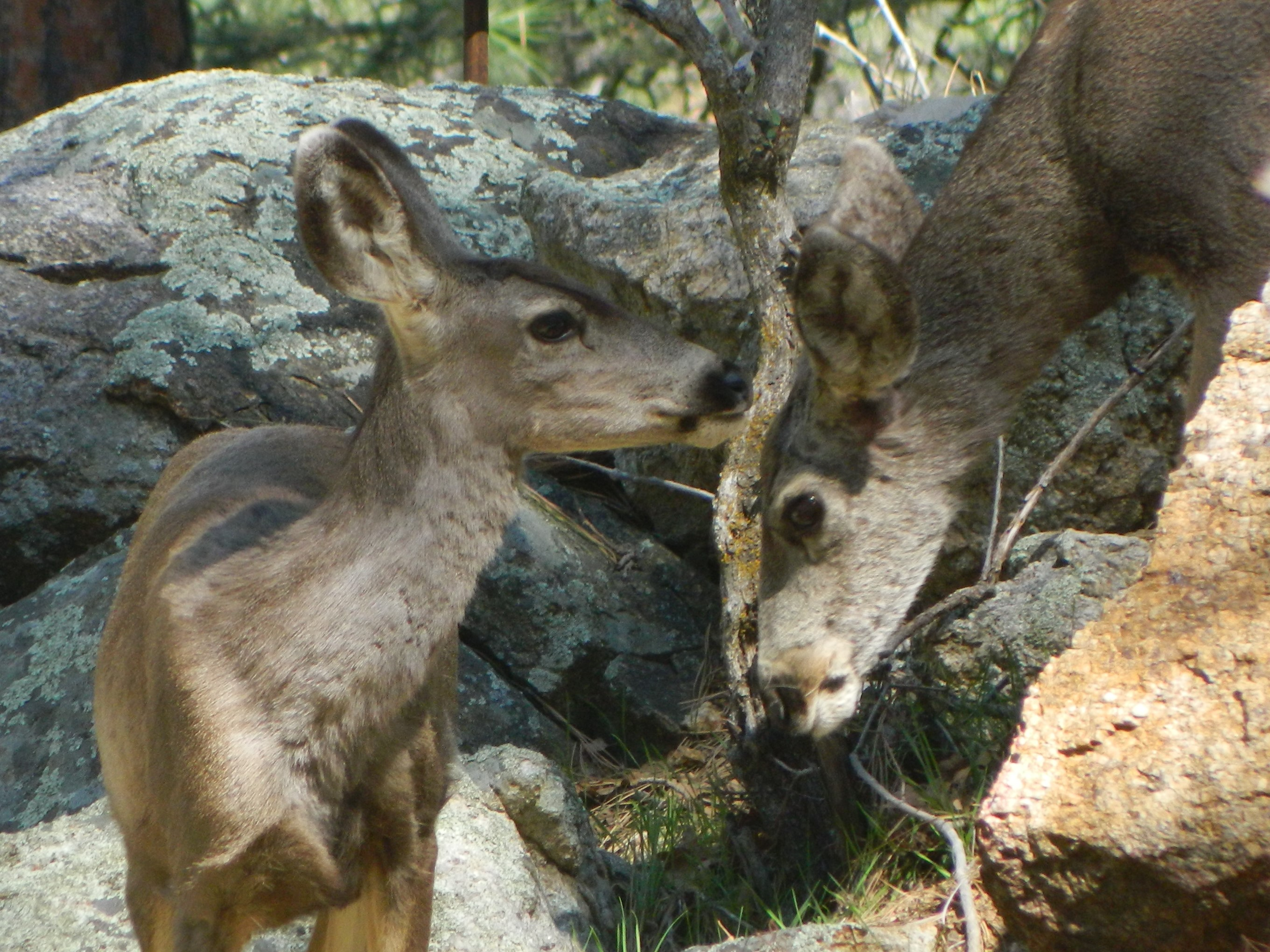
Doe i el seu cervatillo a les muntanyes Hualapai
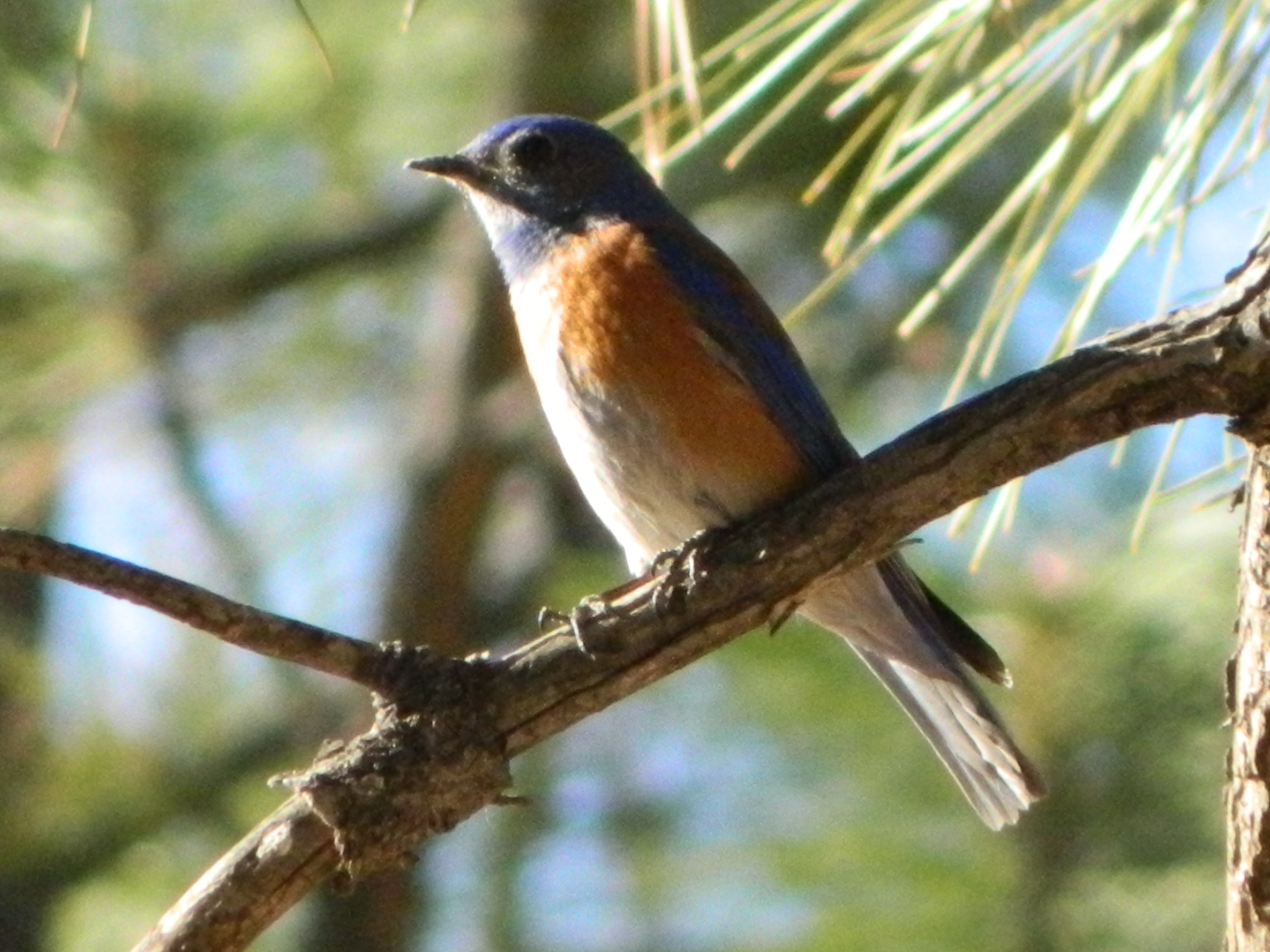
Molts ocells de colors (com aquest ocell blau occidental) es poden trobar a les muntanyes Hualapai.
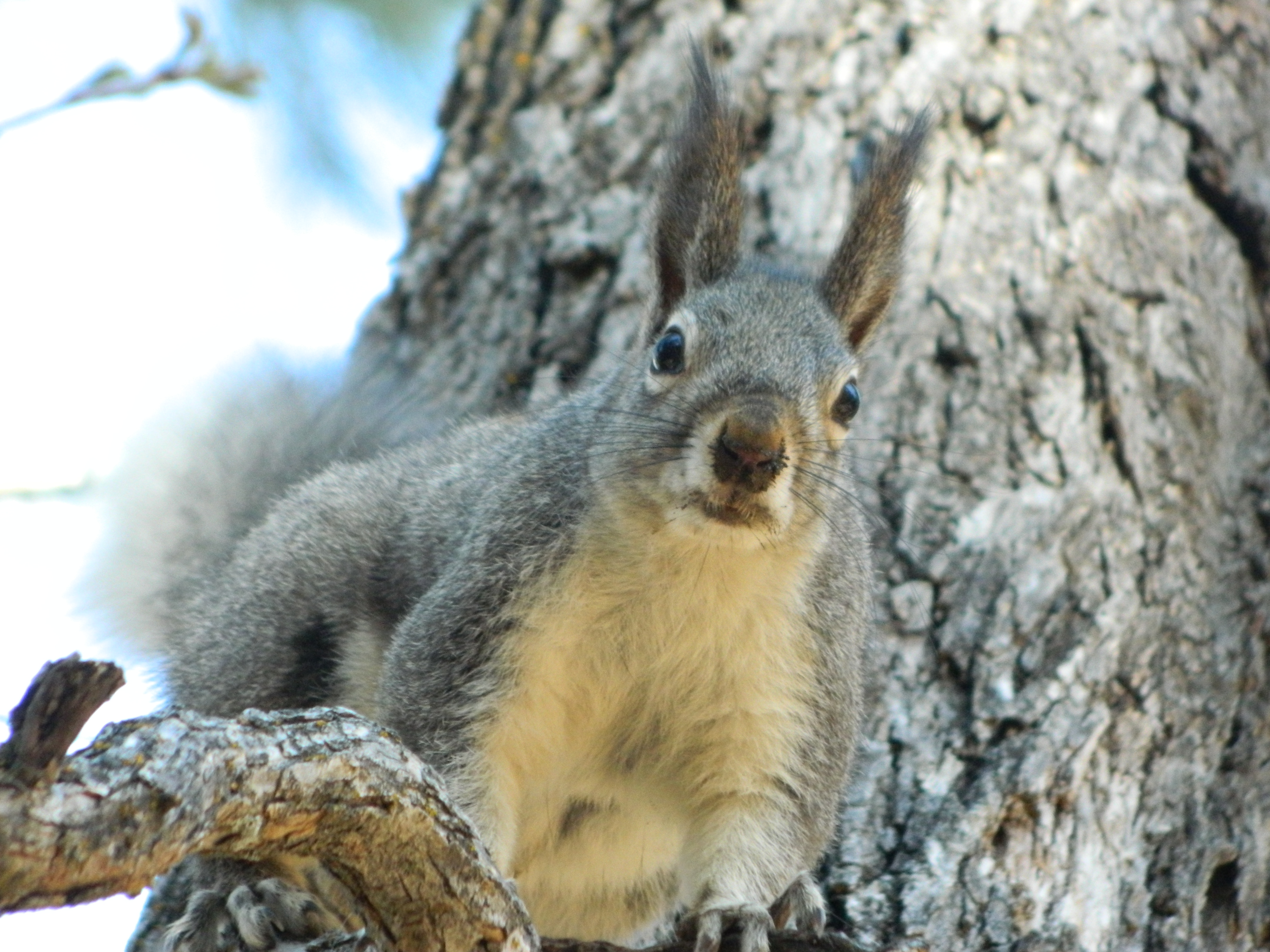
Esquirol gris a les muntanyes Hualapai
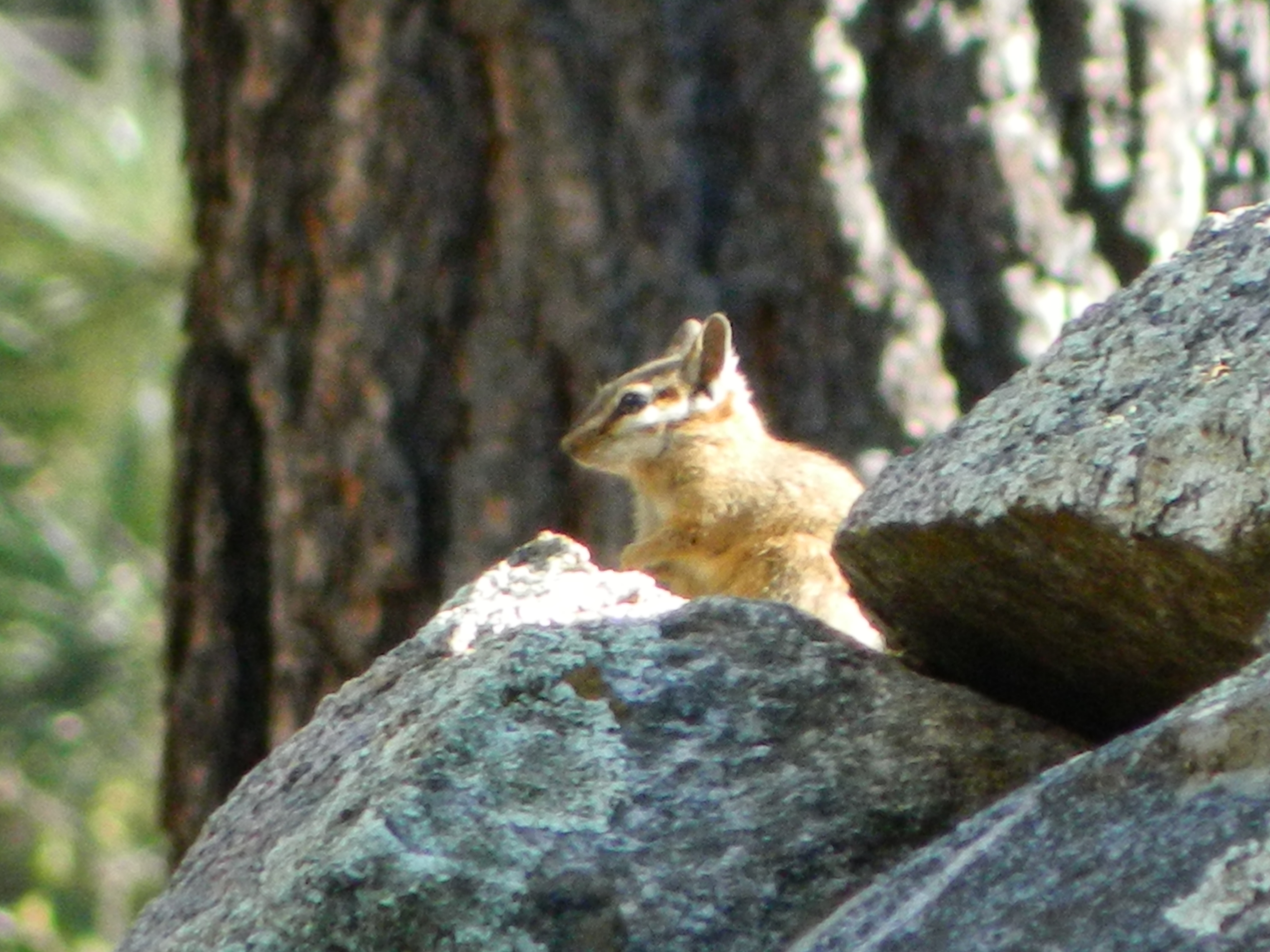
Una esquirola a les muntanyes Hualapai.

Aquí hi ha óssos negres, uapitis, cérvols muls, pumes, javelinas i altres animals. El lleó de muntanya i l'ós han estat atrets per zones civilitzades com Pinion Pines i Atherton Acres a causa de la gran població de cérvols, tot i que els albiraments d'ós són molt poc freqüents. Hi ha alguns animals que només són autòctons de la serralada Hualapai, com ara una raça de marmotinis i terafòsids.

## Punts d'interès i activitats

### Hualapai Mountain County Park

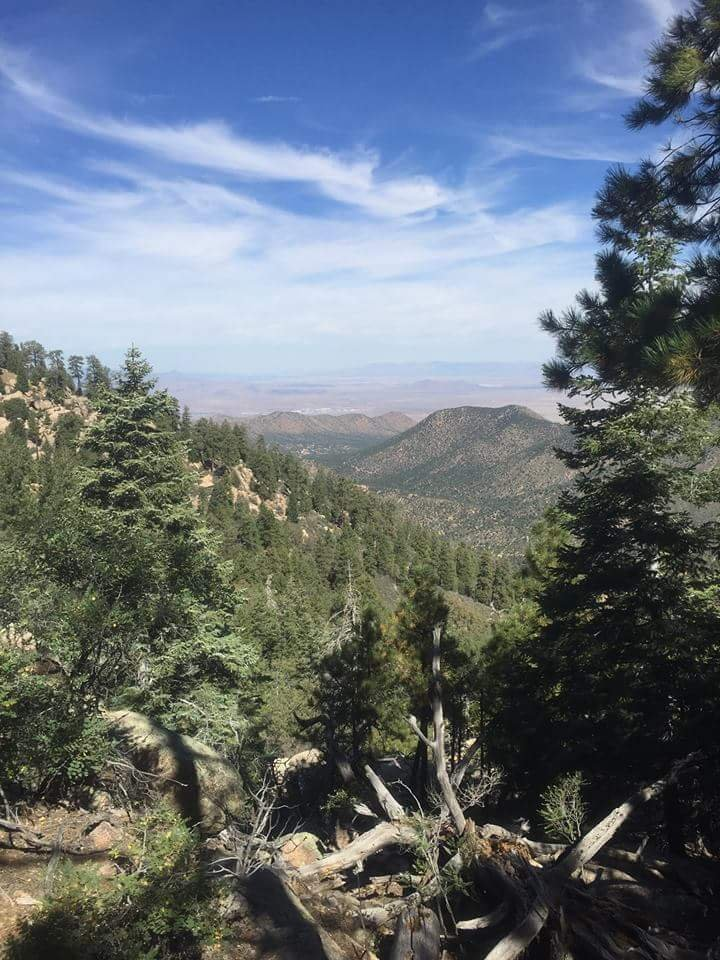
Vista de Kingman, Arizona, des del cim de les muntanyes Hualapai

L'àrea que ara és el parc de la muntanya Hualapai va ser desenvolupada per primera vegada a la dècada de 1930 pel Cos de Conservació Civil (CCC) i, actualment, està gestionada pel departament de parcs del comtat de Mohave. El parc abasta més de 2,300 acres (9.3 km2) amb elevacions que van des dels 4,984 peus (1,519 m) fins al cim més alt dins del seu límit; Hayden Peak 8,390 peus (2,560 m) ., Mohave County Parks i és la porta d'entrada al punt més alt del comtat de Mohave; Cim Hualapai a 8,417 peus (2,566 m) . Hualapai Peak es troba al sud del límit del parc del comtat de Mohave al terreny de l'Oficina de Gestió de la Terra.

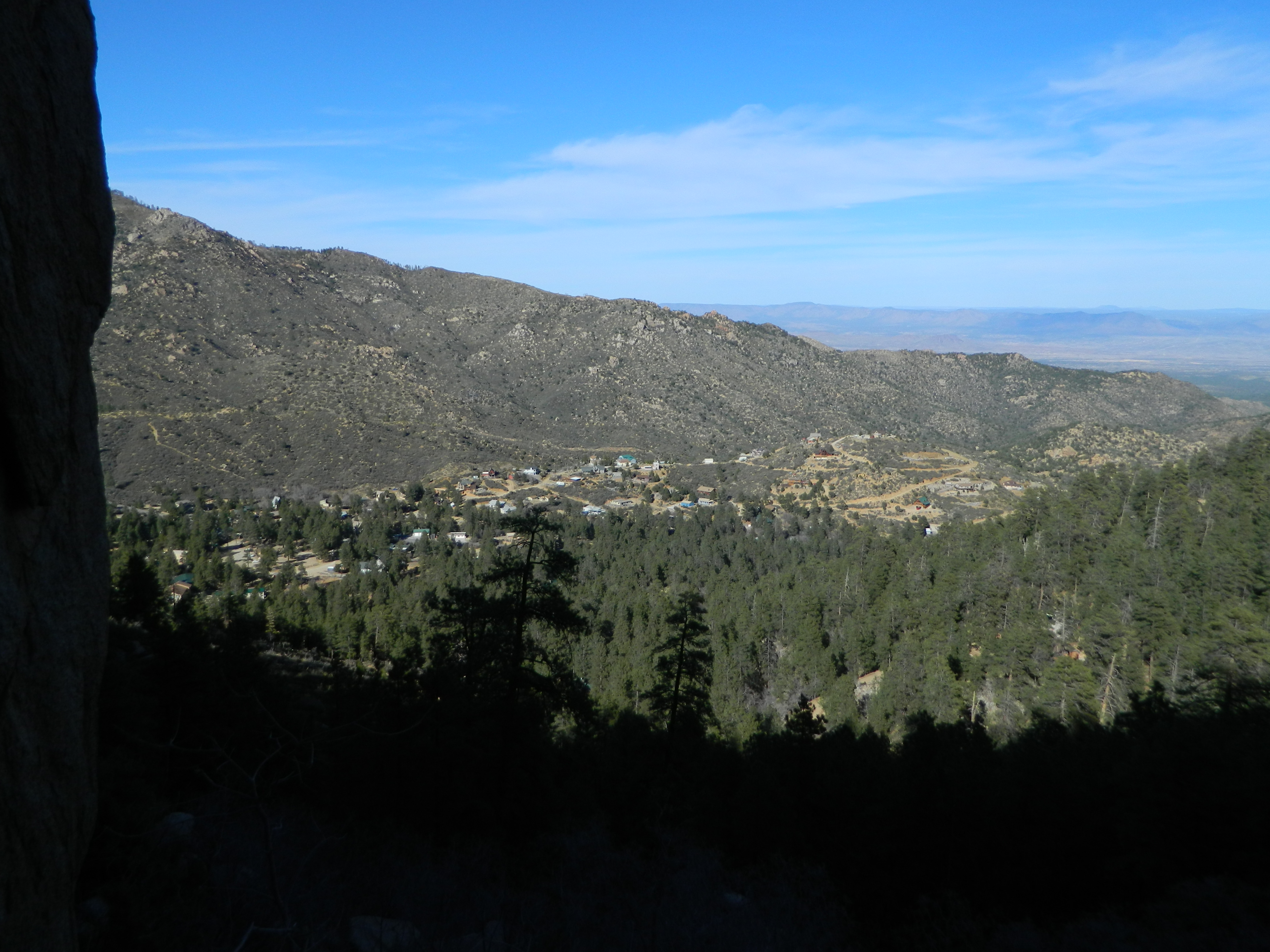
Vista sobre la comunitat de Pine Lake

### Wildcow Campground
S'hi accedeix des de Flag Mine Road, el campament Wild Cow Springs es troba a Antelope Wash Road (ruta d'evacuació d'incendis). El càmping està gestionat pel Bureau of Land Management i és un lloc de pagament amb dependències i unes quantes papereres a prova d'ós, però es recomana empaquetar les escombraries si és possible.

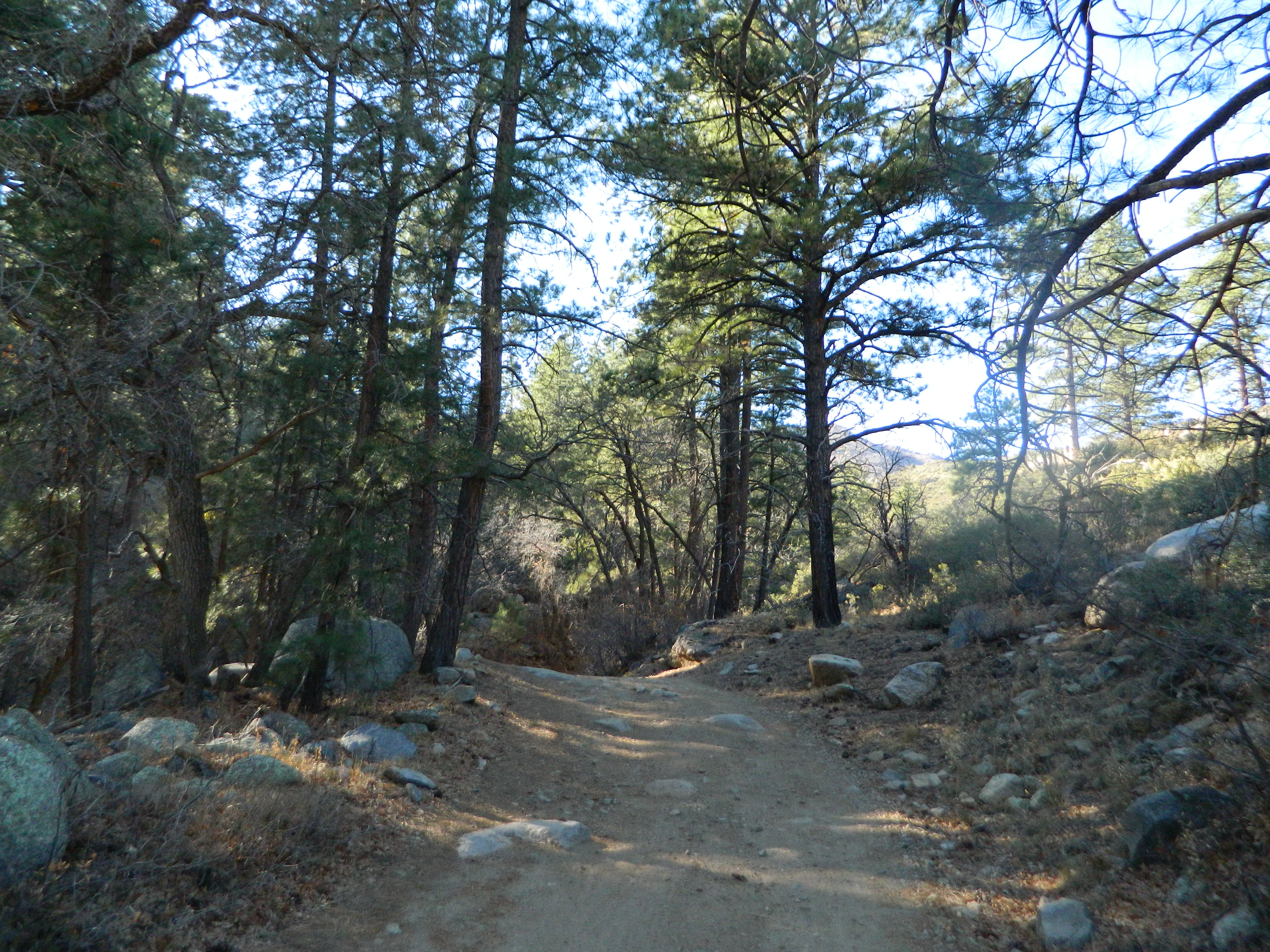
Un fragment del camí de la pau d'Arizona a les muntanyes Hualapai

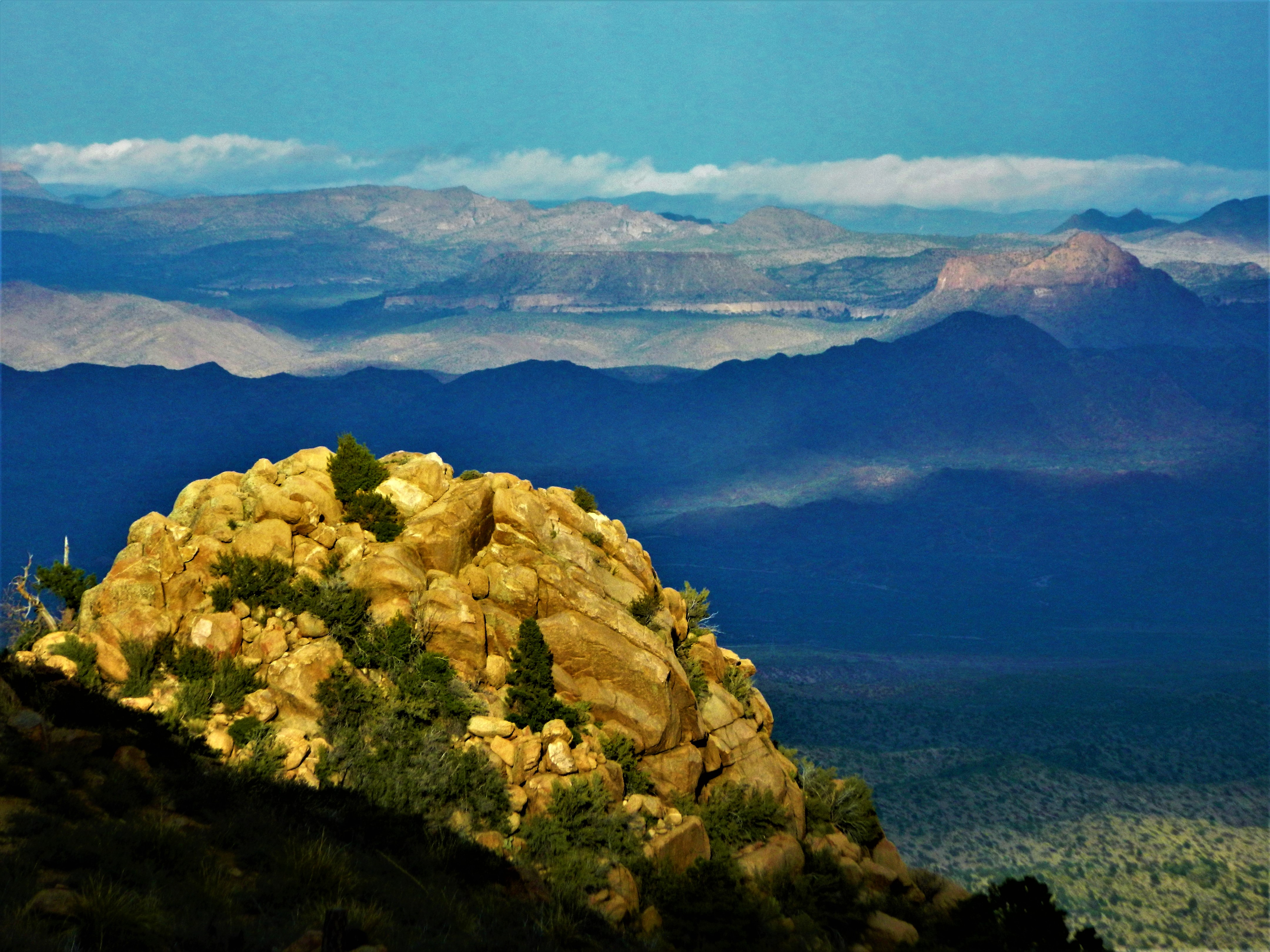
Una vista excepcional de les muntanyes Aquarius des del cim de l'AZ Peace Trail

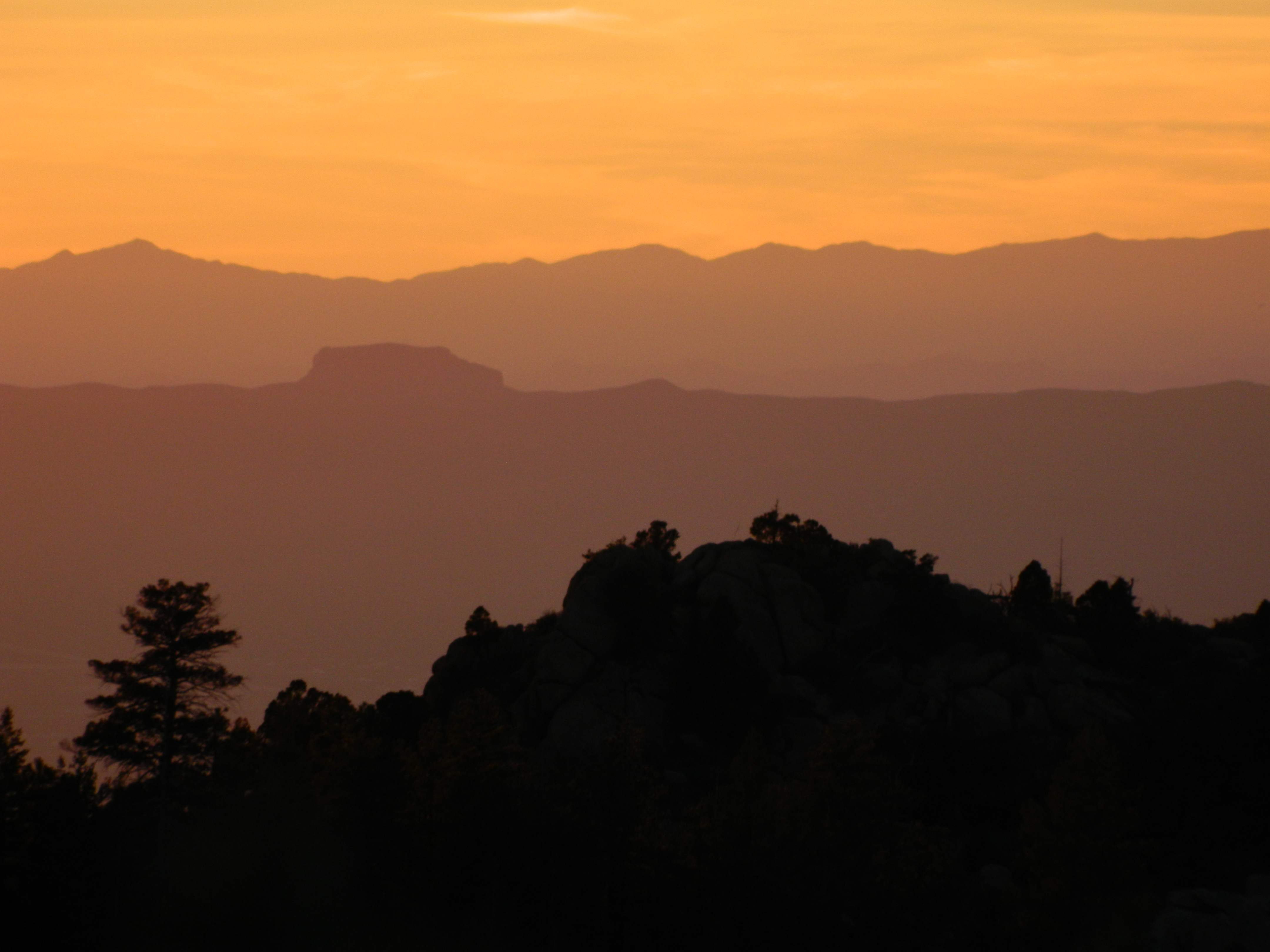
Posta de sol vista des de les muntanyes Hualapai